# Samuel Örn
Samuel Örn, född 1730 i Stockholm, död 1759 i Stockholm, var en svensk förgyllare.
Han var son till förgyllaren Johan Örn och Sara Eriksdotter Schirmer. Örn fick en grundlig utbildning hos fadern och genomförde därefter en fyraårig studieresa till bland annat England Frankrike och Nederländerna. Han arbetade tillsammans med sin far med förgyllningsarbeten på Stockholms slott. Efter att han utsågs till hovförgyllare 1754 utförde han förgyllningsarbeten på bland annat Sturefors herrgård och ett flertal kyrkor.    